# Un drame au Mexique

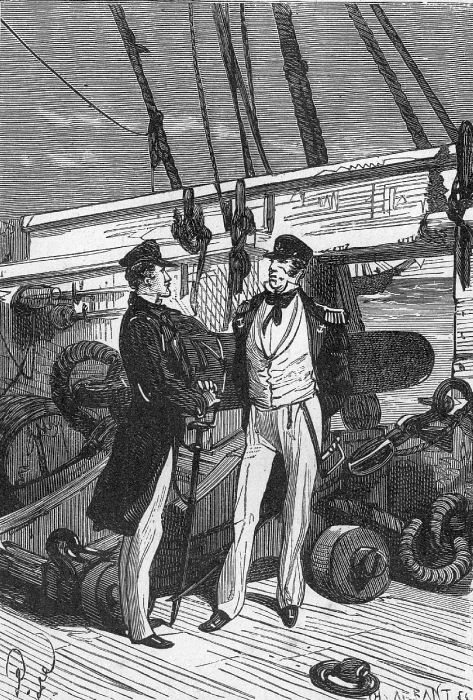
Illustration de Jules Férat, 1876.

Un drame au Mexique est une nouvelle de jeunesse de Jules Verne, initialement intitulée Les Premiers Navires de la marine mexicaine. Elle fut rédigée en 1850 puis remaniée en 1876, pour être  publiée à cette date sous le titre de Un drame au Mexique dans le deuxième tome de Michel Strogoff.

## Résumé
En octobre 1825, une mutinerie éclate à bord de deux navires de la marine espagnole. Elle est menée par le lieutenant Martinez et le gabier José. Leur but est de livrer ces navires au gouvernement mexicain, qui n'en possède encore aucun. Paradoxalement, l'aspirant Pablo et le contremaître Jacopo, pourtant dévoués aux deux capitaines assassinés, rejoignent les rangs des mutins.

## Thèmes abordés dans le récit
- La traîtrise (en la personne du lieutenant Martinez) [qui se rapproche beaucoup du personnage d’André Vasling dans Un hivernage dans les glaces].
- La découverte du Mexique : sa géographie, sa faune et sa flore.
- La civilisation mexicaine : sa gastronomie et l’art des poignards.
- Discours sur les races dites « mexicaines ».
- La vengeance.

## Liste des personnages
- Jacopo, contremaître à bord de la Constanzia.
- José, gabier.
- Lieutenant Martinez, second de la Constanzia.
- Capitaine Don Orteva, commandant de la Constanzia.
- Aspirant Pablo. Assure l'intérim de Martinez, alors que ce dernier est mis aux arrêts.
- Capitaine Don Roque de Guzuarte, commandant de l'Asia.

### Les navires
- L'Asia, vaisseau de haut bord.
- La Constanzia, brick de huit canons

## Commentaires
Comme pratiquement toutes les nouvelles de Jules Verne, Les premiers navires de la marine mexicaine a connu deux versions. Le fait que ces versions soient très différentes l'une de l'autre conduit les verniens d'aujourd'hui à prendre en compte chaque texte comme texte à part dans le corpus. Cette nouvelle est le premier essai littéraire paru sous le nom de Jules Verne. Pitre-Chevalier, alors directeur du Musée des familles, est un ami de Jules Verne. Il lui laisse toute latitude pour ses écrits. L'auteur peut laisser éclater son romantisme exacerbé. Ce premier texte romanesque sonne comme l'ouverture des Voyages extraordinaires. Tout y est : « descriptions techniques et géographiques, aventures à la Fenimore Cooper, couple de bandits, et surtout, dans un crescendo infernal, déchaînement des quatre éléments, l'eau (la pluie et le torrent), l'air (la tempête), la terre (tremblements de la montagne qui s'entrouvre) et le feu (les flammes du volcan) ». Il s'agit ici du premier volcan de l'œuvre, ce volcan qui en deviendra un des pivots incontournables. Verne ne s'interdit même pas quelques allusions érotiques, sous l'œil bienveillant de Pitre-Chevalier. Enfin, la violence est déjà très présente ici, notamment lors de la mort de Don Orteva et du final, composé comme un délire fantastique.
Charles-Noël Martin, dans sa thèse, en analysant les écrits de jeunesse de l'auteur, remarque combien les versions originales s'avèrent romantiques et déplore l'ignorance de ces textes initiaux. Dans le chapitre IV, José énumère les mélanges de races qu'il a « soigneusement étudié pour contracter un jour un mariage avantageux ». On notera le terme de tintinclaire (métissage éclairci), oublié des dictionnaires et que Verne reprendra dans son dernier fragment de roman, Voyage d'étude. La boucle est bouclée.
Vingt-cinq ans plus tard, lorsque Verne reprend son texte à la demande d'Hetzel afin de l'introduire à la suite de Michel Strogoff pour étayer le volume jugé trop court, il condense l'histoire et supprime toute dérive romantique, car l'éditeur veille au grain.

## Éditions
- pour la première version :
  - L'Amérique du Sud[8]. Études historiques. Les premiers navires de la marine mexicaine. Musée des familles. Juillet 1851.
  - Marc Soriano, in Portrait de l'artiste jeune. Gallimard. 1978.
  - Bulletin de la Société Jules Verne 96. 4e trimestre 1990.
  - Samuel Sadaune, in Jules Verne Inconnu. Éditions La Gidouille. 2015.
- pour la seconde version :
  - Dans l'édition Hetzel, à la suite de Michel Strogoff.
  - Éditions Folio-Junior. Premier tirage : 1979, à la suite des Révoltés de la Bounty.